# Železni križec (film)
Železni križec (v izvirniku angleško Cross of Iron, nemško Steiner – Das Eiserne Kreuz) je britansko-nemški vojni film, ki je nastal pod taktirko ameriškega režiserja Sama Peckinpaha in izšel leta 1977 v distribuciji EMI Films in Constantin Film.
Zgodba, posneta po romanu Das Geduldige Fleisch Willija Heinricha, je postavljena na vzhodno fronto v zadnji fazi druge svetovne vojne, v čas vojaškega preobrata in začetka umika nemške vojske. Glavni motiv je razredni konflikt med protagonistoma, vzvišenim pruskim oficirjem Stranskyjem, ki prispe na fronto s trdnim namenom osvojiti železni križec, in ciničnim, a zelo izkušenim podčastnikom Steinerjem. Knjižna predloga naj bi ohlapno temeljila na zgodbi resničnega nemškega častnika Johanna Schwerdfegerja, a so liki izmišljeni.
V glavnih vlogah so zaigrali James Coburn, Maximilian Schell, James Mason in David Warner, film pa je znan tudi po tem, da je bil posnet večinoma na lokacijah v današnji Sloveniji (takrat del Jugoslavije) in velja za najpomembnejši film, posnet na Slovenskem.

## Vsebina
Film se začne s kolažem črnobelih vojnih in predvojnih prizorov ob spremljavi otroške pesmi »Hänschen klein«, nato pa preide v barvni prizor napada nemškega oddelka pod vodstvom narednika Rolfa Steinerja (James Coburn) na rusko postojanko, med katerim možje zajamejo mladoletnega ruskega vojaka.
Leta 1943 je aristokratskemu pruskemu oficirju, kapitanu Stranskyju (Maximilian Schell), dodeljeno poveljstvo nad bataljonom na Tamanskem polotoku na vzhodni fronti. Stransky ponosno razloži poveljniku regimenta, poročniku Brandtu (James Mason) in njegovem adjutantu, kapitanu Kieselu (David Warner), da je zaprosil za premestitev iz okupirane Francije na prvo bojno črto v Rusiji, da bi si prislužil železni križec.
Prvo srečanje Stranskyja in Steinerja je ukaz prvega Steinerju, naj strogo sledi navodilom in ustreli mladoletnega ujetnika. Steiner ukaz zavrne, zato se Stransky nameni ubiti dečka sam, a se v zadnjem trenutku javi desetar Schnurrbart (Fred Stillkrauth) in ga s tem reši. Stransky kasneje poskuša pridobiti Steinerja na svojo stran tako, da mu sporoči, da je bil povišan v narednika, na kar se Steiner odzove povsem brezbrižno. To Stranskyja močno zbega. Po drugi strani odkrije, da je njegov adjutant, poročnik Triebig (Roger Fritz), prikriti homoseksualec.
Medtem ko možje čakajo na ofenzivo, Steiner izpusti ruskega dečka, ki pa ga ubijejo napredujoči sovjetski vojaki. Stransky se med napadom skriva v svojem bunkerju, poročnik Meyer (Igor Galo), od vseh spoštovan poveljnik Steinerjeve čete, pa je ubit med sicer uspešnim protinapadom. Steiner sam je ranjen med reševanjem nekega vojaka, zato je kasneje poslan v vojaško bolnišnico na okrevanje. Tam se mu v sanjah tik preden se zbudi iz kome prikazujejo obrazi padlih mož in dečka, kasneje pa se ljubezensko zaplete z negovalko (Senta Berger). Ponudijo mu odpust iz vojske, a se odloči vrniti k svojim možem.
Ob vrnitvi na fronto izve, da je Stransky začel trditi, da je on (namesto Meyerja) vodil uspešni protinapad, zaradi česar je bil nominiran za železni križec. Kot priči navede Triebiga, ki ga izsiljuje z njegovo homoseksualnostjo, in Steinerja. Steinerju v zameno za lažno pričanje obljubi, da bo poskrbel zanj po vojni. Brand izpraša Steinerja, saj sumi, da Stransky laže, vendar mu Steiner odvrne le, da sovraži vse oficirje, tudi tiste tako »razsvetljene« kot sta Brandt in Kiesel. Želi nekaj dni časa za odgovor.
Ko dobi bataljon ukaz za umik, Stransky o tem ne obvesti Steinerjevega oddelka, ki ostane sam na zdaj sovražnem ozemlju. Možje se začnejo prebijati nazaj in na poti zajamejo enoto ruskih žensk. Osovraženi esesovec Zoll (Arthur Brauss) odpelje eno od žensk v skedenj, da bi jo posilil, ona pa se upira in mu odgrizne genitalije, zato jo Zoll ubije. Medtem preostale ženske zamotijo in ubijejo mladega Dietza, ki jih je stražil. Zgroženi Steiner nato zaklene Zolla k njim in odide s preostankom oddelka, preoblečenega v njihove uniforme.
Ko se možje približujejo nemškim položajem, javijo po radijski povezavi, da bi se izognili prijateljskemu ognju. Vendar Stransky predlaga Triebigu, da jih »zmotoma« zamenja za Ruse. Triebig ukaže svojim možem, naj streljajo na prišleke, preživijo le Steiner, Krüger in Anselm. Triebig zanika odgovornost, vendar ga Steiner ubije in se požene za Stranskyjem. Ravno takrat pa Rusi pričnejo z ofenzivo. Brandt ukaže Kieslu, naj se evakuira, češ da bodo možje kot on nujni za obnovo Nemčije po vojni. Potem zbere može za protinapad. Prizore bitke do konca spremlja otroška pesem iz uvoda.
Med akcijo se Steiner sooči s Stranskyjem. Namesto da bi ga ubil, mu ponudi orožje, da bi videl, »kje rastejo železni križci«. Stransky sprejme Steinerjev izziv, tako da se skupaj odpravita v boj. Film se konča s prizorom, v katerem Stransky nespretno poskuša znova nabiti svojo MP-40, medtem ko nanj strelja mladoletni ruski vojak, podoben tistemu z začetka filma. Ko Stransky prosi Steinerja za pomoč, ta prasne v smeh. Smeh se nadaljuje skozi zaključno špico, ki jo spremljajo slike civilnih žrtev druge svetovne vojne in kasnejših konfliktov.

## Produkcija
Sam Peckinpah je želel posneti vojni spektakel v Evropi, saj si je obetal, da bo z evropskimi sodelavci lažje uveljavljal svojo voljo in obdržal popoln ustvarjalni nadzor nad filmom. Nemški producent Wolf Hartwig, ki je prav tako želel ustvariti spektakel, pa je menil, da bo ob sodelovanju slavnega režiserja lažje pridobil sredstva in zveneča igralska imena. Za lokacijo snemanja je bila izbrana Jugoslavija, predvsem zaradi nižjih stroškov. Poleg tega je Jugoslovanska ljudska armada obljubila, da bo posodila sovjetske tanke T-34 in drugo opremo za rekvizite, avtentični in delujoči rekviziti iz časa druge svetovne vojne so bili namreč takrat že precejšnja redkost.
Posledično je pri filmu sodelovalo večje število lokalnih sodelavcev, predvsem v vlogi statistov, nekaj igralcev pa je dobilo tudi nekoliko pomembnejše epizodne vloge. Med njimi sta bila srbski igralec Slavko Štimac v vlogi mladoletnega ruskega vojaka in slovenski igralec Demeter Bitenc v (sicer nepodpisani) vlogi kapitana Pucherja. Tehnične usluge in storitve je prevzela produkcijska hiša Jadran film iz Zagreba, prek katere je postal pomočnik režiserja Peter Zobec. Večina filma je bila posneta v ateljejih v Piranu, kot vojaška bolnišnica je služil portoroški Hotel Palace, za zunanje posnetke so uporabili brkinsko pokrajino v okolici kraja Obrov, nekaj dodatnih notranjih prizorov pa so posneli še v angleških studiih Pinewood.
Snemanje, ki se je pričelo aprila 1976, se je izkazalo za zapleteno in dolgotrajno, predvsem zaradi logističnih in organizacijskih težav, pa tudi težavnega značaja režiserja. Velik del obljubljene opreme je manjkal, med drugim vsa obljubljena vojna letala, pa tudi tanka sta bila na koncu na voljo samo dva. Težave so bile tudi s financami, zato je moral Hartwig prodati delež od filma podjetju EMI Films, da so zbrali šest milijonov ameriških dolarjev, kot je na koncu stal film (upoštevajoč inflacijo bi danes to znašalo približno 25 milijonov).
Kljub težavam, ki so mejile na kaos, so snemanje uspešno zaključili, Peckinpah pa se je nato nadaljnjih sedem mesecev v Londonu ukvarjal z montažo.

## Odziv
Železni križec je v ZDA doživel medel do negativen sprejem, uspešnejši je bil v Evropi, predvsem v Avstriji in Nemčiji. Kritiki so mu očitali prepočasen tempo, nekateri pa tudi mizoginijo zaradi poenostavljene upodobitve ruskih bojevnic. Neodobravanja sta bila deležna tudi neprepričljiva igra glavnih igralcev in prevelik poudarek na posebnih učinkih, ki zmedejo gledalca.
Vendar je film prestal preskus časa in zdaj velja za globoko in prepričljivo upodobitev vojne. Že Orson Welles ga je označil za enega velikih vojnih filmov, med navdušenci nad njim pa je tudi Quentin Tarantino, kateremu je služil kot navdih za ustvarjanje filma Neslavne barabe.